# Bahnstrecke Kassel–Warburg
| Streckennummer (DB): | 2550 3913 (Vellmar-Obervellmar–Kassel-Oberzwehren)                                              |                                          |                                          |
| Kursbuchstrecke (DB): | 430                                                                                             |                                          |                                          |
| Kursbuchstrecke: | 174 (1934) 173c (Obervellmar – Kassel Hbf 1934) 198 (1946) 198d (Obervellmar – Kassel Hbf 1946) |                                          |                                          |
| Streckenlänge: | 52,3 km                                                                                         |                                          |                                          |
| Spurweite: | 1435 mm (Normalspur)                                                                            |                                          |                                          |
| Streckenklasse: | D4                                                                                              |                                          |                                          |
| Stromsystem: | 15 kV 16,7 Hz ~                                                                                 |                                          |                                          |
| Streckengeschwindigkeit: | 140 km/h                                                                                        |                                          |                                          |
| Zugbeeinflussung: | PZB, ZUB262 (Warburg–Vellmar-Obervellmar)                                                       |                                          |                                          |
| Zweigleisigkeit: | durchgehend                                                                                     |                                          |                                          |
| |                                                                                                 |                                          |                                          |
| \| \| \| Obere Ruhrtalbahn von Hagen \| \| \| \| \| Strecke von Altenbeken \| \| \| \| \| von Volkmarsen \| \| \| \| 292,9 \| Warburg (Westf) \| Warburg (Westf) \| \| \| 297,4 \| Diemel, Landesgrenze NRW/Hessen \| Diemel, Landesgrenze NRW/Hessen \| \| \| 299,0 \| Haueda \| Haueda \| \| \| 301,0 \| Liebenau (Bz Kassel) (bis 12/2015) \| Liebenau (Bz Kassel) (bis 12/2015) \| \| \| \| Ostheim \| \| \| \| 307,0 \| Lamerden \| Lamerden \| \| \| 309,7 \| Eberschütz \| Eberschütz \| \| \| \| Carlsbahn von Bad Karlshafen \| \| \| \| 313,1 \| Hofgeismar-Hümme RT1 \| Hofgeismar-Hümme RT1 \| \| \| 318,6 \| Hofgeismar \| Hofgeismar \| \| \| 324,6 \| Grebenstein \| Grebenstein \| \| \| \| (ehem. Strecke 1848–1875) \| \| \| \| \| Grebenstein (bis 1875) \| \| \| \| \| Esse \| \| \| \| \| \| \| \| \| 329,2 \| Immenhausen \| Immenhausen \| \| \| 333,5 \| Espenau-Mönchehof \| Espenau-Mönchehof \| \| \| \| Kurve Kassel (geplant) \| \| \| \| \| Strecke von Wolfhagen RT4 \| \| \| \| 337,7 \| Vellmar-Obervellmar \| Vellmar-Obervellmar \| \| \| \| (ursprüngliche Strecke westlich des Rbf) \| \| \| \| 338,5 \| Vellmar-Osterberg/EKZ \| Vellmar-Osterberg/EKZ \| \| \| 339,2 \| Kassel Rbf Abzw Berg \| Kassel Rbf Abzw Berg \| \| \| \| Schnellfahrstrecke von Göttingen \| \| \| \| \| Strecke von Hann. Münden \| \| \| \| 340,2 \| Kassel-Jungfernkopf \| Kassel-Jungfernkopf \| \| \| \| Wegmannstraße (bis 2012) \| \| \| \| \| Geilebach \| \| \| \| 340,2 \| Kassel Rbf Nord \| Kassel Rbf Nord \| \| \| 340,3 \| Kassel Nordwest (Abzw) \| Kassel Nordwest (Abzw) \| \| \| \| Geilebach \| \| \| \| 341,4 \| Kassel-Harleshausen \| Kassel-Harleshausen \| \| \| \| Wolfhager Straße (B 251) \| \| \| \| 341,5 \| Kassel Rbf \| Kassel Rbf \| \| \| 342,5 \| Kassel-Kirchditmold \| Kassel-Kirchditmold \| \| \| \| SFS nach Kassel-Wilhelmshöhe \| \| \| \| 344,0 \| Güterstrecke nach Kassel-Wilhelmshöhe \| Güterstrecke nach Kassel-Wilhelmshöhe \| \| \| \| Güterstrecke nach Kassel Unterstadt \| \| \| \| \| Strecke von Kassel-Wilhelmshöhe RT5 \| \| \| \| \| \| \| \| \| \| Systemwechsel 15 kV~ / 600 V= \| \| \| \| 345,2 \| Kassel Hbf \| Kassel Hbf \| \| \| \| RegioTram Kassel RT1 RT4 RT5 \| \| \| \| \| \| \| \| Quellen: [1][2] \| \| \| \| |                                                                                                 |                                          |                                          |
| Strecke |                                                                                                 | Obere Ruhrtalbahn von Hagen              | Obere Ruhrtalbahn von Hagen              |
| Abzweig geradeaus und von links |                                                                                                 | Strecke von Altenbeken                   | Strecke von Altenbeken                   |
| Abzweig geradeaus und ehemals von rechts |                                                                                                 | von Volkmarsen                           | von Volkmarsen                           |
| Bahnhof | 292,9                                                                                           | Warburg (Westf)                          | Warburg (Westf)                          |
| Grenze auf Brücke über Wasserlauf | 297,4                                                                                           | Diemel, Landesgrenze NRW/Hessen          | Diemel, Landesgrenze NRW/Hessen          |
| ehemaliger Bahnhof | 299,0                                                                                           | Haueda                                   | Haueda                                   |
| ehemaliger Haltepunkt / Haltestelle | 301,0                                                                                           | Liebenau (Bz Kassel) (bis 12/2015)       | Liebenau (Bz Kassel) (bis 12/2015)       |
| ehemaliger Haltepunkt / Haltestelle |                                                                                                 | Ostheim                                  | Ostheim                                  |
| Dienststation / Betriebs- oder Güterbahnhof | 307,0                                                                                           | Lamerden                                 | Lamerden                                 |
| ehemaliger Haltepunkt / Haltestelle | 309,7                                                                                           | Eberschütz                               | Eberschütz                               |
| Abzweig geradeaus und ehemals von links |                                                                                                 | Carlsbahn von Bad Karlshafen             | Carlsbahn von Bad Karlshafen             |
| Bahnhof | 313,1                                                                                           | Hofgeismar-Hümme RT1                     | Hofgeismar-Hümme RT1                     |
| Bahnhof | 318,6                                                                                           | Hofgeismar                               | Hofgeismar                               |
| Bahnhof | 324,6                                                                                           | Grebenstein                              | Grebenstein                              |
| Abzweig ehemals geradeaus und nach links · Strecke von rechts |                                                                                                 | (ehem. Strecke 1848–1875)                | (ehem. Strecke 1848–1875)                |
| Bahnhof (Strecke außer Betrieb) · Strecke |                                                                                                 | Grebenstein (bis 1875)                   | Grebenstein (bis 1875)                   |
| Brücke über Wasserlauf (Strecke außer Betrieb) · Strecke |                                                                                                 | Esse                                     | Esse                                     |
| Abzweig ehemals geradeaus und von links · Strecke nach rechts |                                                                                                 |                                          |                                          |
| Haltepunkt / Haltestelle | 329,2                                                                                           | Immenhausen                              | Immenhausen                              |
| Bahnhof | 333,5                                                                                           | Espenau-Mönchehof                        | Espenau-Mönchehof                        |
| Abzweig geradeaus und ehemals nach links |                                                                                                 | Kurve Kassel (geplant)                   | Kurve Kassel (geplant)                   |
| Abzweig geradeaus und von rechts |                                                                                                 | Strecke von Wolfhagen RT4                | Strecke von Wolfhagen RT4                |
| Bahnhof | 337,7                                                                                           | Vellmar-Obervellmar                      | Vellmar-Obervellmar                      |
| Abzweig geradeaus und nach links · Strecke von rechts |                                                                                                 | (ursprüngliche Strecke westlich des Rbf) | (ursprüngliche Strecke westlich des Rbf) |
| Haltepunkt / Haltestelle · Strecke | 338,5                                                                                           | Vellmar-Osterberg/EKZ                    | Vellmar-Osterberg/EKZ                    |
| Strecke von links · Strecke nach rechts und von links · Abzweig geradeaus und nach rechts | 339,2                                                                                           | Kassel Rbf Abzw Berg                     | Kassel Rbf Abzw Berg                     |
| Strecke · Abzweig geradeaus und von links · Kreuzung geradeaus oben |                                                                                                 | Schnellfahrstrecke von Göttingen         | Schnellfahrstrecke von Göttingen         |
| Strecke · Strecke · Abzweig geradeaus und von links |                                                                                                 | Strecke von Hann. Münden                 | Strecke von Hann. Münden                 |
| Haltepunkt / Haltestelle · Strecke · Strecke | 340,2                                                                                           | Kassel-Jungfernkopf                      | Kassel-Jungfernkopf                      |
| ehemaliger Bahnübergang · Strecke · Strecke |                                                                                                 | Wegmannstraße (bis 2012)                 | Wegmannstraße (bis 2012)                 |
| Strecke · Brücke über Wasserlauf · Brücke über Wasserlauf |                                                                                                 | Geilebach                                | Geilebach                                |
| Strecke · Strecke · Dienststation / Betriebs- oder Güterbahnhof | 340,2                                                                                           | Kassel Rbf Nord                          | Kassel Rbf Nord                          |
| Strecke · Blockstelle · Strecke | 340,3                                                                                           | Kassel Nordwest (Abzw)                   | Kassel Nordwest (Abzw)                   |
| Brücke über Wasserlauf · Strecke · Strecke |                                                                                                 | Geilebach                                | Geilebach                                |
| Haltepunkt / Haltestelle · Strecke · Strecke | 341,4                                                                                           | Kassel-Harleshausen                      | Kassel-Harleshausen                      |
| Strecke mit Straßenbrücke · Strecke · Strecke |                                                                                                 | Wolfhager Straße (B 251)                 | Wolfhager Straße (B 251)                 |
| Strecke · Strecke · Dienststation / Betriebs- oder Güterbahnhof | 341,5                                                                                           | Kassel Rbf                               | Kassel Rbf                               |
| Haltepunkt / Haltestelle · Strecke · Strecke | 342,5                                                                                           | Kassel-Kirchditmold                      | Kassel-Kirchditmold                      |
| Kreuzung geradeaus oben · Strecke nach rechts und von links · Abzweig geradeaus und nach rechts |                                                                                                 | SFS nach Kassel-Wilhelmshöhe             | SFS nach Kassel-Wilhelmshöhe             |
| Kreuzung geradeaus oben · Abzweig geradeaus und nach rechts · Strecke | 344,0                                                                                           | Güterstrecke nach Kassel-Wilhelmshöhe    | Güterstrecke nach Kassel-Wilhelmshöhe    |
| Strecke · Strecke nach links · Kreuzung geradeaus oben |                                                                                                 | Güterstrecke nach Kassel Unterstadt      | Güterstrecke nach Kassel Unterstadt      |
| Kreuzung geradeaus oben · Abzweig quer und von rechts · Abzweig geradeaus und von rechts |                                                                                                 | Strecke von Kassel-Wilhelmshöhe RT5      | Strecke von Kassel-Wilhelmshöhe RT5      |
| Abzweig geradeaus und nach links · Abzweig geradeaus und von rechts · Strecke |                                                                                                 |                                          |                                          |
| Grenze mit U-Bahn · Strecke · Strecke |                                                                                                 | Systemwechsel 15 kV~ / 600 V=            | Systemwechsel 15 kV~ / 600 V=            |
| U-Bahn-Bahnhof · Kopfbahnhof Streckenende · Kopfbahnhof Streckenende | 345,2                                                                                           | Kassel Hbf                               | Kassel Hbf                               |
| U-Bahn-Strecke geradeaus (im Tunnel) |                                                                                                 | RegioTram Kassel RT1 RT4 RT5             | RegioTram Kassel RT1 RT4 RT5             |
| |                                                                                                 |                                          |                                          |
| Quellen: |                                                                                                 |                                          |                                          |

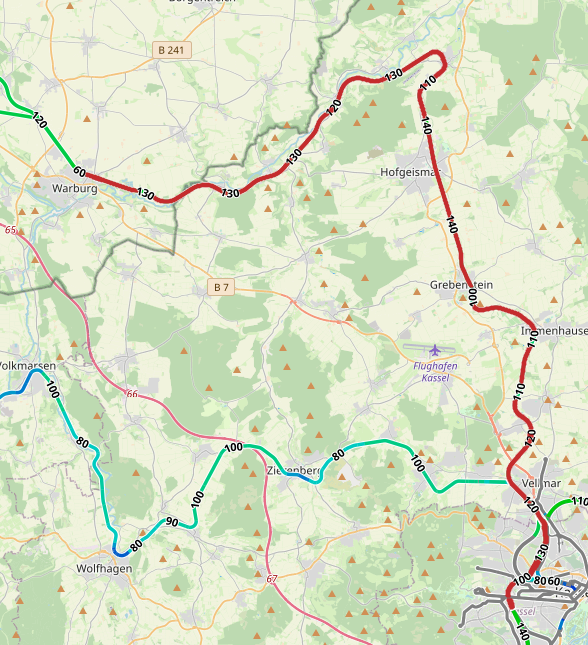
Bahnstrecke Warburg–Kassel mit Angaben zur maximalen Geschwindigkeit

Die Bahnstrecke Kassel–Warburg ist eine zweigleisige, elektrifizierte Hauptbahn in Hessen und Nordrhein-Westfalen. Sie verbindet Kassel in Nordhessen mit Warburg im östlichen Westfalen.
Als Teil der „Mitte-Deutschland-Verbindung“ genannten Ost-West-Strecke wird sie von Zügen des Fern-, Regional- und Güterverkehrs genutzt.
Ein Teilstück der Strecke zwischen Kassel und Vellmar-Obervellmar wird auch als „Harleshäuser Kurve“ bezeichnet.

## Geschichte

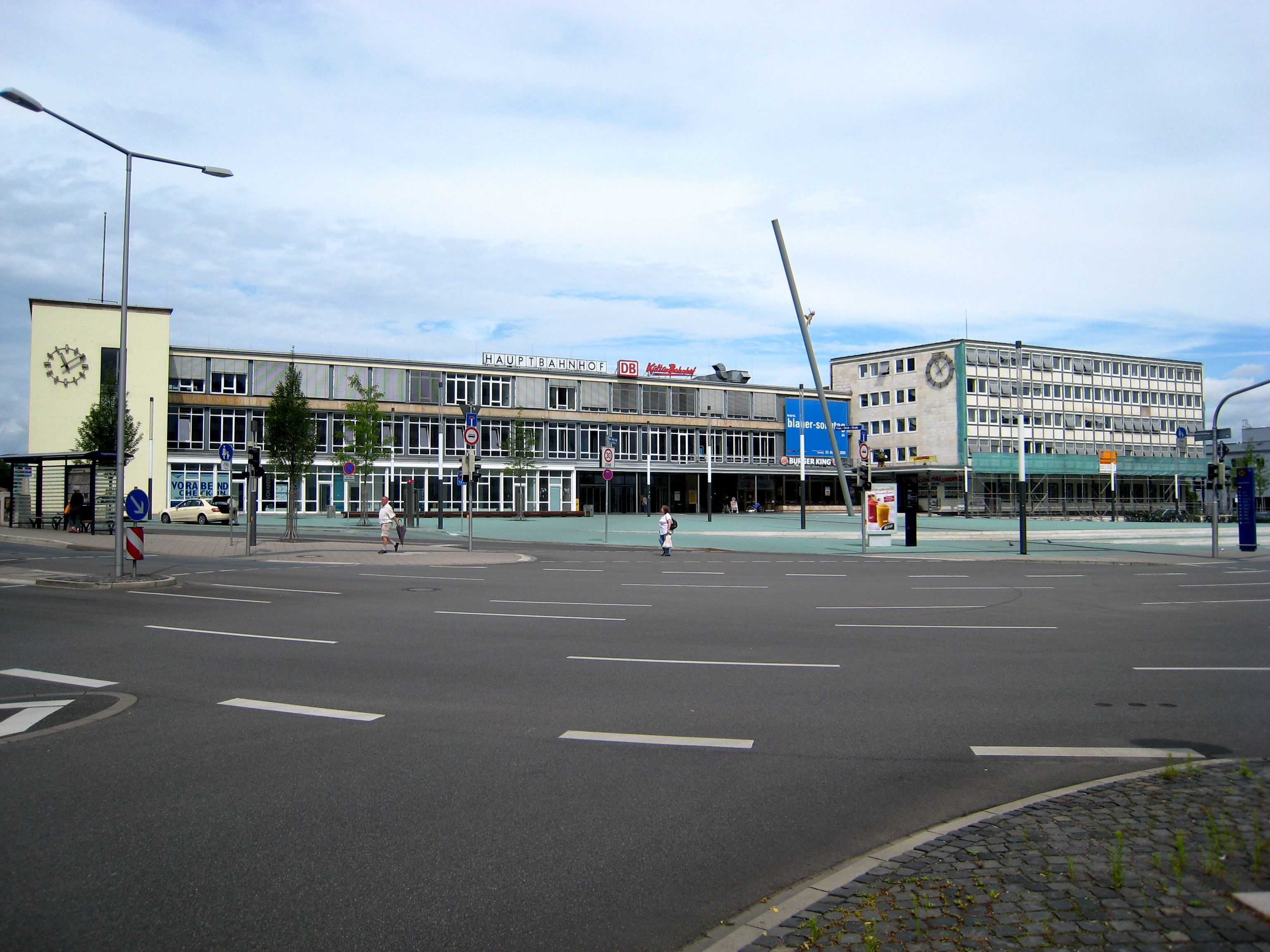
Hauptbahnhof Kassel – östlicher Start- und Endpunkt der Bahnstrecke Kassel–Warburg

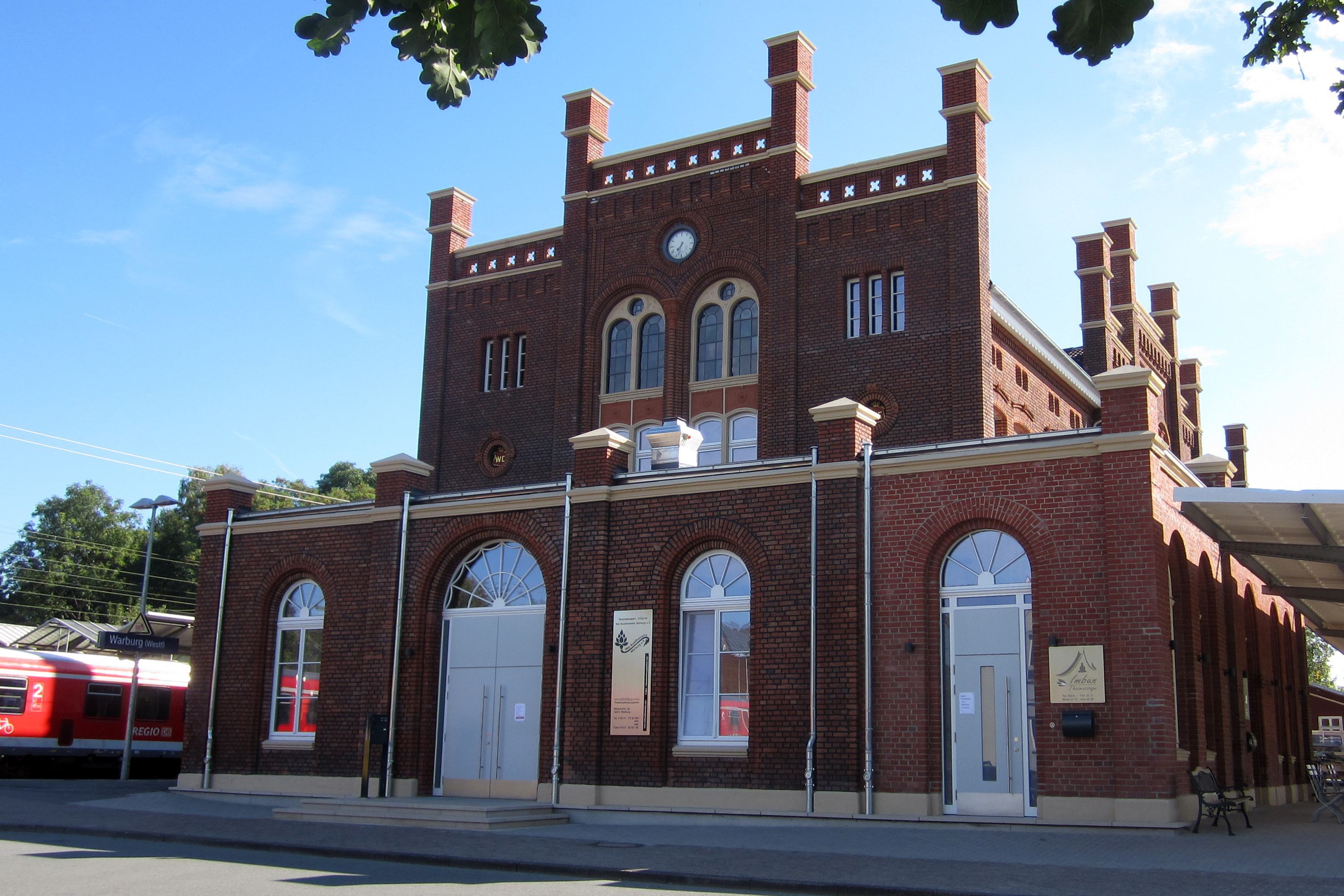
Bahnhof Warburg (Westf) – westlicher Start- und Endpunkt der Bahnstrecke Kassel–Warburg

### Bau

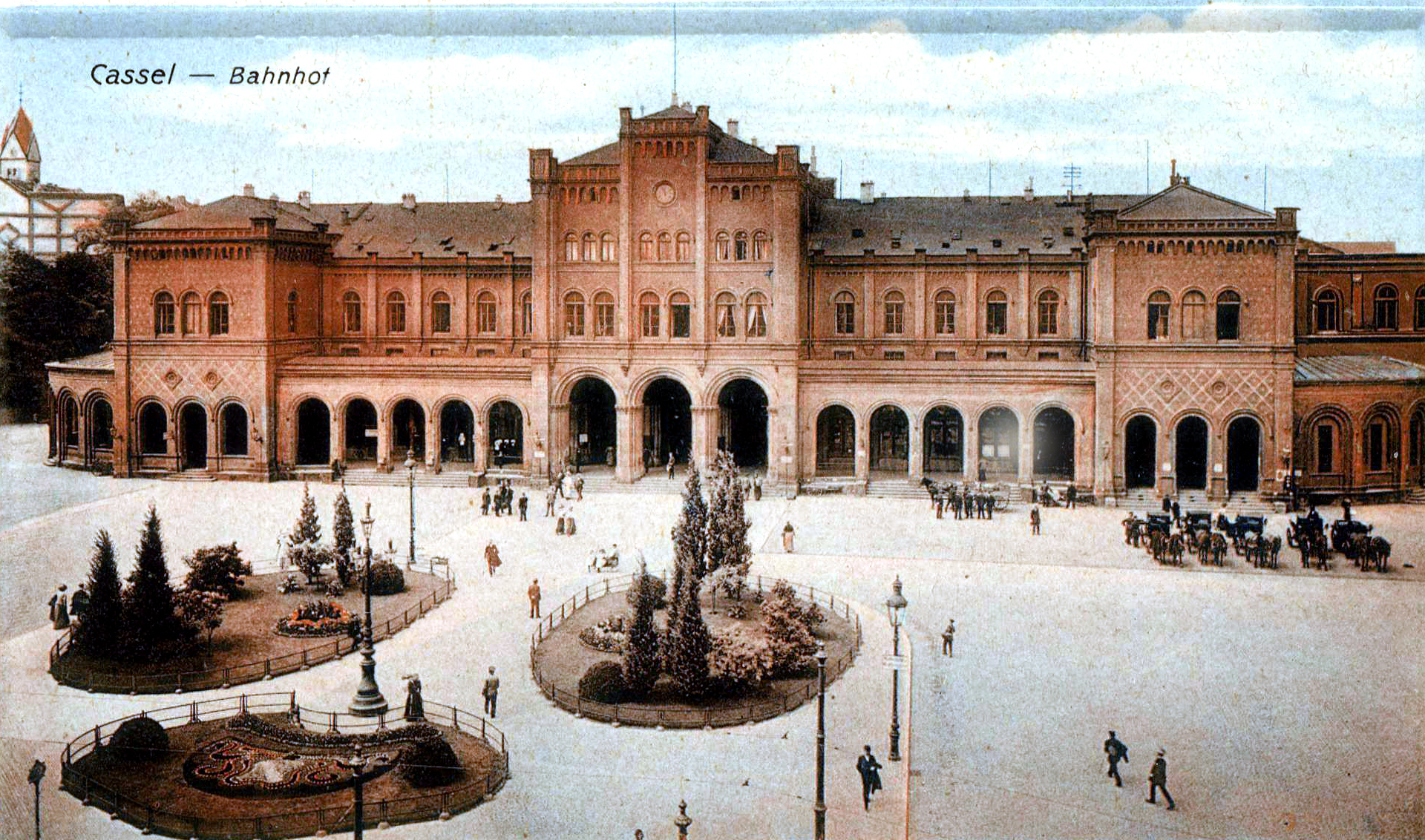
Früheres Bahnhofsgebäude des Kasseler Hauptbahnhofs, im 2. Weltkrieg größtenteils zerstört

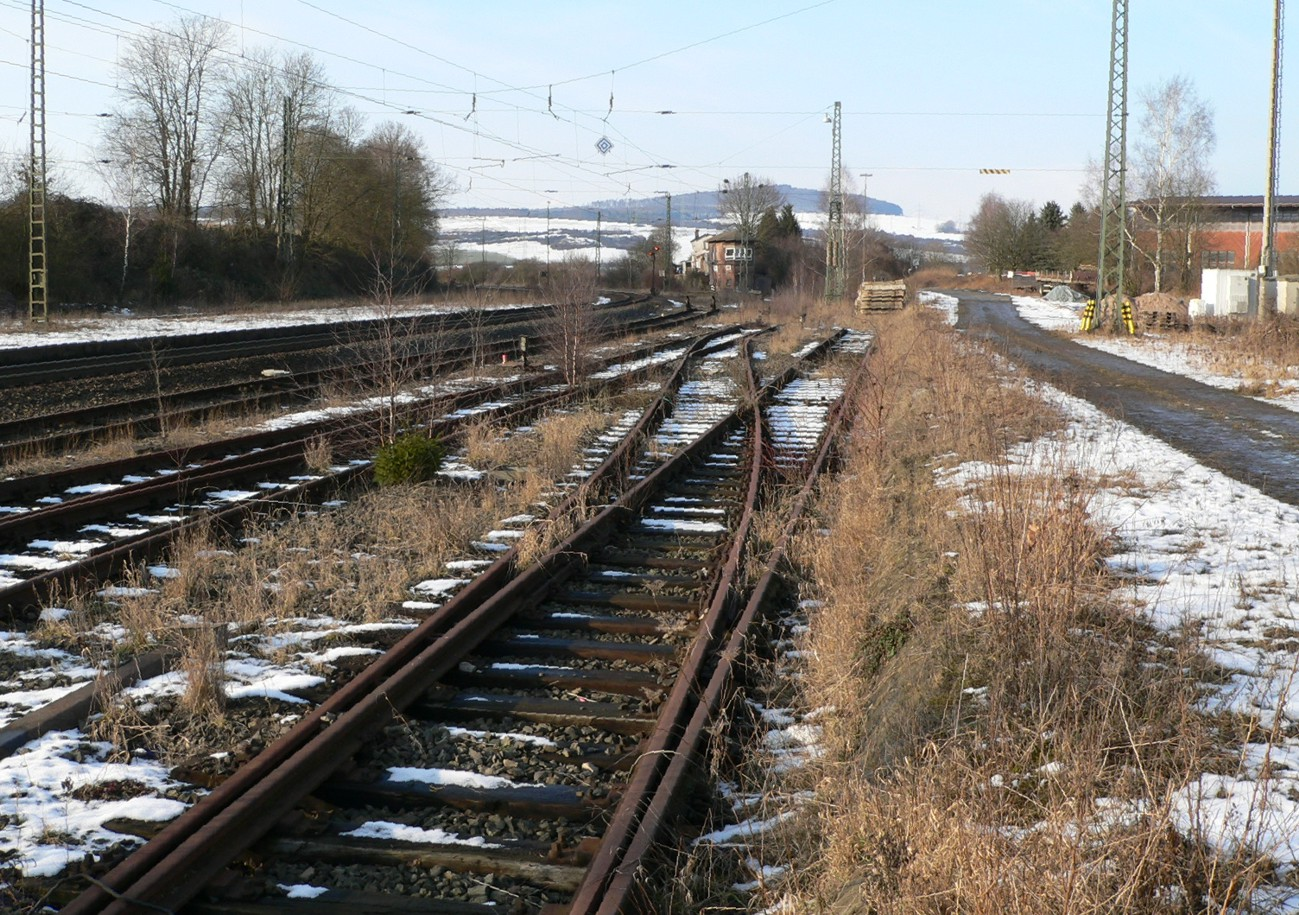
Ehemaliger Abzweig der Carlsbahn in Hümme

Die Strecke wurde von der Friedrich-Wilhelms-Nordbahn-Gesellschaft (FWNB) errichtet. Erstes Teilstück war der als „Carlsbahn“ bezeichnete Abschnitt von Kassel nach Karlshafen. Ziel der Verbindung war, die Hauptstadt des Kurfürstentums Hessen ausschließlich über inländisches Staatsgebiet mit dem Hafen am linken Ufer der Weser zu verbinden. So waren die Fahrpläne von Anfang an auf den Anschluss an die Weserschifffahrt abgestimmt. Der südliche Teil der Carlsbahn zwischen Kassel und Hümme ist somit der älteste Teil der Bahnstrecke Kassel–Warburg.
Der Bau der Strecke war nicht unproblematisch: Zahlreiche Dämme und Brücken mussten in der Mittelgebirgslandschaft nördlich von Kassel errichtet werden. Tunnel, deren Herstellung in der Zeit, bevor Dynamit zur Verfügung stand, besonders aufwändig war, konnten – bis auf den Deiseler Tunnel im nördlichen Abschnitt der Carlsbahn – vermieden werden. Als besonders kritisch erwies sich die Streckenführung im Bereich von Grebenstein.

### Grebenstein (1)
Im Bereich von Grebenstein wurden mehrere Streckenverläufe erwogen. Maßgeblich für die letztendlich gewählte Strecke war ein Höhenzug südlich von Grebenstein, der nur mit einem tiefen Geländeeinschnitt überwunden werden konnte. Dieser hätte mit den um 1845 zur Verfügung stehenden technischen Mitteln von Hand ausgehoben werden müssen, was einen erheblichen Kostenfaktor darstellte. So entschied sich die Bahngesellschaft dafür, ihn von Kassel kommend betrachtet, in einem nach links ausweichenden Bogen zu umfahren und mit einer anschließenden scharfen Rechtskurve direkt nach Grebenstein abzubiegen. Hier durchschnitt die Bahntrasse die Unterstadt auf einem hohen Damm, der insgesamt 15 Brücken über die Esse, kreuzende Straßen und Wege erforderlich machte. Die Ausfahrt aus Grebenstein bestand in einer noch enger geführten Linkskurve nach Norden, wo die Strecke nach einigen hundert Metern in die auch heute noch bestehende Trasse nach Hofgeismar mündete. An dieser letzten Kurve lag zudem der erste reguläre Bahnhof von Grebenstein. Diese Kurven waren für die 1848 bei der Bahn gefahrene Höchstgeschwindigkeit von 30 km/h kein Problem und brachten Grebenstein zudem eine Bahnhofslage, die sich direkt an der Stadt befand.

### Betrieb
Die Strecke wurde in Teilstücken eröffnet. Als erstes Teilstück ging am 30. März 1848 ein Abschnitt von Karlshafen bis zu einem provisorischen Bahnhof am Nordrand von Grebenstein, am Schinderberg, in Betrieb. Er wurde am 3. April 1848 offiziell eröffnet. Nur wenige Monate später, am 18. August 1848, wurde der Streckenabschnitt zwischen Kassel und Grebenstein fertig gestellt und eröffnet. Den Eröffnungszug zog die Lokomotive Drache, die erste bei Henschel in Kassel gebaute Lokomotive. Am 21. August 1848 wurde hier der öffentliche Betrieb aufgenommen. Allerdings endete dieser Abschnitt westlich von Grebenstein. Der entsprechende provisorische Bahnhof befand sich am Schnittpunkt zwischen Bahn und der Straße von Grebenstein nach Burguffeln. Der Abschnitt durch die Stadt war aufgrund der zahlreichen Kunstbauten noch nicht fertig gestellt. Reisende wurden hier mit Pferde-Omnibussen zwischen den beiden Endpunkten der Bahn in Grebenstein befördert. Erst am 8. November 1848 war die Strecke von Karlshafen bis Kassel durchgehend befahrbar.
Der Weiterbau erfolgte aufgrund einer Vereinbarung zwischen Kurhessen und Preußen. Der Grenzbahnhof Haueda war bereits am 6. März 1849 erreicht. Da die ursprünglich mit der westfälischen Strecke beauftragte Köln-Minden-Thüringische-Verbindungs-Eisenbahn-Gesellschaft zwischenzeitlich Insolvenz angemeldet hatte, dauerte es noch bis zum 6. Februar 1851, bis die Königlich-Westfälische Eisenbahn-Gesellschaft den Abschnitt ihrer Bahnstrecke Hamm–Warburg zwischen Warburg und der Grenze zu Kurhessen fertig gestellt hatte. Der Hauptgrund für die Verzögerung war Viadukt bei Warburg, denn der Viadukt über die Diemel bei Warburg musste nachgebessert werden. Die Aktionäre der Eisenbahngesellschaft waren nicht bereit, dafür zusätzliches Kapital aufzubringen. Das Preußische Handelsministerium stellte schließlich eine Summe zur Verfügung, damit die Bauarbeiten ausgeführt werden konnten. Im Februar 1851 fuhr zum ersten Mal eine Lokomotive über den Viadukt, zwei Monate später wurde der Bahn der Viadukt für den Betrieb übergeben.
Am 28. März 1851 konnte dann die Verbindung zwischen Hümme und Warburg (Westfalen) im Königreich Preußen eröffnet werden. Schon bald nach deren Fertigstellung überwog die Bedeutung des Eisenbahnverkehrs den der Schifffahrt bei weitem. Dadurch wurde die Bahnstrecke Kassel–Warburg zur Hauptbahn, die nun als „Carlsbahn“ bezeichnete Reststrecke der ursprünglichen „Carlsbahn“ von Hümme bis Karlshafen zur Nebenbahn.
Die Bahnstrecke hatte bis 1866 auch eine strategische Bedeutung, da die Verbindung von Berlin zu den preußischen Westprovinzen über das Staatsgebiet des Königreichs Hannover verlief und so umfahren werden konnte.

### Grebenstein (2)
Bei der sich ständig steigernden Geschwindigkeit des Eisenbahnverkehrs stellten die engen Kurven an beiden Seiten von Grebenstein ein erhebliches betriebliches Problem dar. Am 28. August 1872 geschah dann das, was zunehmend befürchtet worden war: Gegen 16 Uhr verbremste sich in der Ausfahrkurve aus dem Bahnhof Grebenstein der Lokomotivführer eines von Norden kommenden Schnellzuges, der nach Kassel fuhr, die Lokomotive wurde aus dem Gleis getragen und stürzte zusammen mit ihrem Schlepptender den hohen Bahndamm hinunter in die Esse. Der Heizer kam bei diesem Unfall ums Leben. Dieser Unfall war letzter Anlass, die Eisenbahnanlagen in Grebenstein grundsätzlich umzubauen: Was in den 1840er Jahren noch zu teuer war – der Durchstich durch den Bergrücken südlich von Grebenstein – wurde vorgenommen und die Trasse so begradigt. Grebenstein erhielt dabei einen neuen Bahnhof. Diese neue Streckenführung ging 1875 in Betrieb. Zu den baulichen Überresten der alten Streckenführung siehe: Fragmente der alten Eisenbahnlinie (Grebenstein).

### Planungen Ausbaustrecke
Der Ausbau der Strecke war im Bundesverkehrswegeplan 1985 enthalten. Die ursprünglichen Planungen sahen vor die 220 Kilometer lange Strecke zwischen Dortmund und Kassel mit gezielten Neutrassierungen auf 196 Kilometer zu verkürzen. Die Strecke sollte auf 171 Kilometern mit einer Geschwindigkeit von 200 km/h befahrbar werden. Überwiegend östlich von Paderborn sollte die Strecke dazu auf 47,6 Kilometern neutrassiert werden. Für die Gesamtmaßnahme waren 1,8 Milliarden DM eingeplant vorbehaltlich eines ausreichenden Wirtschaftlichkeitsnachweises. Die Fahrzeit sollte durch die Maßnahmen zwischen Dortmund und Kassel von 150 Minuten auf 91 Minuten reduziert werden. Nach Durchführung einer volks- und betriebswirtschaftlichen Bewertung wurde festgestellt, dass der Ausbau nur teilweise wirtschaftlich ist. Auch bei einer reduzierten Variante mit 1,1 Milliarden DM Investitionskosten verschlechterte sich das Wirtschaftsergebnis der Bundesbahn jährlich um 5,3 Millionen DM. Daher wurde entschieden den Ausbau mit Kosten von 265 Millionen DM auf den Abschnitt Dortmund – Paderborn zu beschränken, womit sich die Fahrzeit auf 115 Minuten zwischen Dortmund und Kassel reduzieren sollte. Zum damaligen Zeitpunkt wurde nach Fertigstellung der Maßnahme mit durchgehenden Intercity-Zügen zwischen dem Ruhrgebiet und München geplant. Die Maßnahmen wurden nur teilweise fertiggestellt. Zwischen Paderborn und Kassel wurden anschließend weitere kostengünstigere Maßnahmen untersucht, um die Reisezeit zu verkürzen, darunter die Begradigung des Benhauser Bogens, die Umfahrung Hümme, die Eggequerung oder die Nutzung von Neigetechnik. Am 26. Juli 1991 erteilte die Zentrale der Deutschen Bundesbahn den Planungsauftrag für einen reduzierten Ausbau im Abschnitt zwischen Paderborn und Kassel.

### Entwicklung des Verkehrs
1992 wurde mit der InterRegio Linie 20 ein vertaktetes Fernverkehrsangebot auf der Strecke eingeführt, das nur an den beiden Endbahnhöfen der Strecke in Warburg und Kassel-Wilhelmshöhe hielt. Die Linie verkehrte von Aachen im Zweistundentakt nach Chemnitz bzw. Fulda. Durch eine durchgehende Regional-Express-Linie von der oberen Ruhrtalbahn nach Kassel wurde dieses Angebot ergänzt, wobei diese noch mehrere Zwischenhalte bediente und Kassel-Wilhelmshöhe erst nach einer Wende am Hauptbahnhof erreichte.
2001 wurde ein Probebetrieb für die RegioTram Kassel mit sechs der Zweisystemfahrzeugen der Saarbahn gestartet. Die Fahrzeuge fuhren dabei ausschließlich nach Eisenbahnbetriebsordnung zwischen Warburg und dem Hauptbahnhof in Kassel. Während des Probebetriebs kamen auch lokbespannte Züge auf der Linie zum Einsatz. Bis dann 2005 neue Fahrzeuge vom Typ Alstom RegioCitadis ausgeliefert wurden.
Ab 2002 sollte das Fernverkehrsangebot auf der Strecke aufgrund mangelnder Wirtschaftlichkeit im Rahmen des Programms MORA P halbiert werden. Die Angebotsreduzierung konnte durch finanzielle Beteiligung der Länder NRW, Hessen und Thüringen um vier Jahre verzögert werden. Allerdings wurden die Züge ab 2002 in IC und ICE umgewandelt, wobei der Linienweg von Köln nach Stralsund bzw. Dresden verlegt wurde. Die Länder subventionierten den Fernverkehr über vier Jahre mit 14 Millionen Euro pro Jahr. Nach Angaben der Deutschen Bahn waren die Züge nur zu 25 Prozent besetzt und erzielten trotz Landeszuschüssen ein jährliches Defizit von über 10 Millionen Euro. Nach Auslaufen der Förderung wurde das Fernverkehrsangebot Ende 2006 auf der Verbindung halbiert. Mit der Kürzung der Regionalisierungsmittel wurde zum Fahrplanwechsel im Dezember 2006 die Zahl der RegioTram Verbindungen zwischen Hofgeismar-Hümme und Warburg deutlich reduziert. Statt im Zweistundentakt fuhren nur noch wenige Einzelfahrten zur Hauptverkehrszeit.
Im August 2007 wurde der Durchstich am Hauptbahnhof in Betrieb genommen. Mit der Inbetriebnahme ist die Verknüpfung zwischen Eisenbahn- und Straßenbahnnetz am Hauptbahnhof geschaffen. Somit können die RegioTram-Züge aus Warburg und Hofgeismar durchgehend in die Kassler Innenstadt verkehren. In den Folgejahren wurden weitere Maßnahmen wie der dreigleisige Ausbau des Bahnhofes Obervellmar oder zusätzliche Halte entlang der Harleshäuser Kurve umgesetzt.
Als Kompensation für entfallende Fernverkehrszüge wurde zum Fahrplanwechsel im Dezember 2010 ein Zugpaar der in Warburg endenden Linie RB 89 nach Kassel verlängert. Ursprünglich sollten weitere Fahrten der Linie nach Kassel verlängert werden, um wieder ein stündliches Angebot zwischen Warburg und Kassel einzurichten. Der Nordhessische Verkehrsverbund sah sich allerdings nicht in der Lage, die Mittel für die Beschaffung zusätzlicher Fahrzeuge für die eurobahn aufzubringen. Außerdem wurde gleichzeitig ein neues ICE-Zugpaar von Köln nach München über Kassel eingeführt.
Mit Eröffnung des dreigleisigen Bahnhofes Vellmar-Obervellmar konnte im Jahr 2013 das Angebot der RegioTram verdichtet werden. Diese verkehrt nun im Halbstundentakt nach Hofgeismar und Zierenberg, wobei zwischen Kassel und Obervellmar ein Viertelstundentakt durch Kombination beider Linien entsteht. Mit dem dichteren Angebot der RegioTram konnte die Regional-Express-Linie beschleunigt werden. Diese hält nicht mehr zwischen Hofgeismar und Kassel-Wilhelmshöhe. Im gleichen Jahr sind die letzten Fahrten der RegioTram zwischen Warburg und Hofgeismar-Hümme entfallen. Die Bedienung des Haltes Liebenau übernahmen für zwei Jahre noch einzelne Züge der Linie RE 17. Bis der Halt zum zweiten Mal nach der Wiedereröffnung 1996 eingestellt wurde.
Bis zur Eröffnung der Schnellfahrstrecke VDE 8 wurde das Angebot im Fernverkehr auf drei bzw. vier Zugpaare reduziert. Seither ging die Bedienung ab Erfurt nach Berlin und Dresden auf andere ICE-Linien über und neue Endpunkte für den Fernverkehr wurden Gera und Leipzig. Wobei das Zugpaar nach Leipzig, dass nur freitags und sonntags verkehrte wenige Jahre später auch entfiel. Die beiden Intercity fahren seither in der Relation Köln–Gera, außerdem verkehrt ein ICE Köln–München.
Mit dem Fahrplanwechsel im Dezember 2016 wurde die Linie RE 11 aus Düsseldorf nach Kassel verlängert. Die Linie ersetzte das Zugpaar der RB 89 nach Kassel und verkehrte bis auf zwei Fahrplanlücken für den Fernverkehr im Zweistundentakt zwischen Kassel und Warburg. Weiterhin verkehrten die Züge der Linie RE 17, sodass ein stündliches Angebot entstand. Im Dezember 2018 wurde diese Linie in das Liniennetz des Rhein-Ruhr-Express integriert. Zum Fahrplanwechsel im Dezember 2023 wurden die Fahrten der Linie RE 17 zwischen Warburg und Kassel gestrichen und bis auf zwei Lücken für den Fernverkehr ein stündliches Angebot auf der Linie RE 11 eingeführt.

### Denkmalschutz

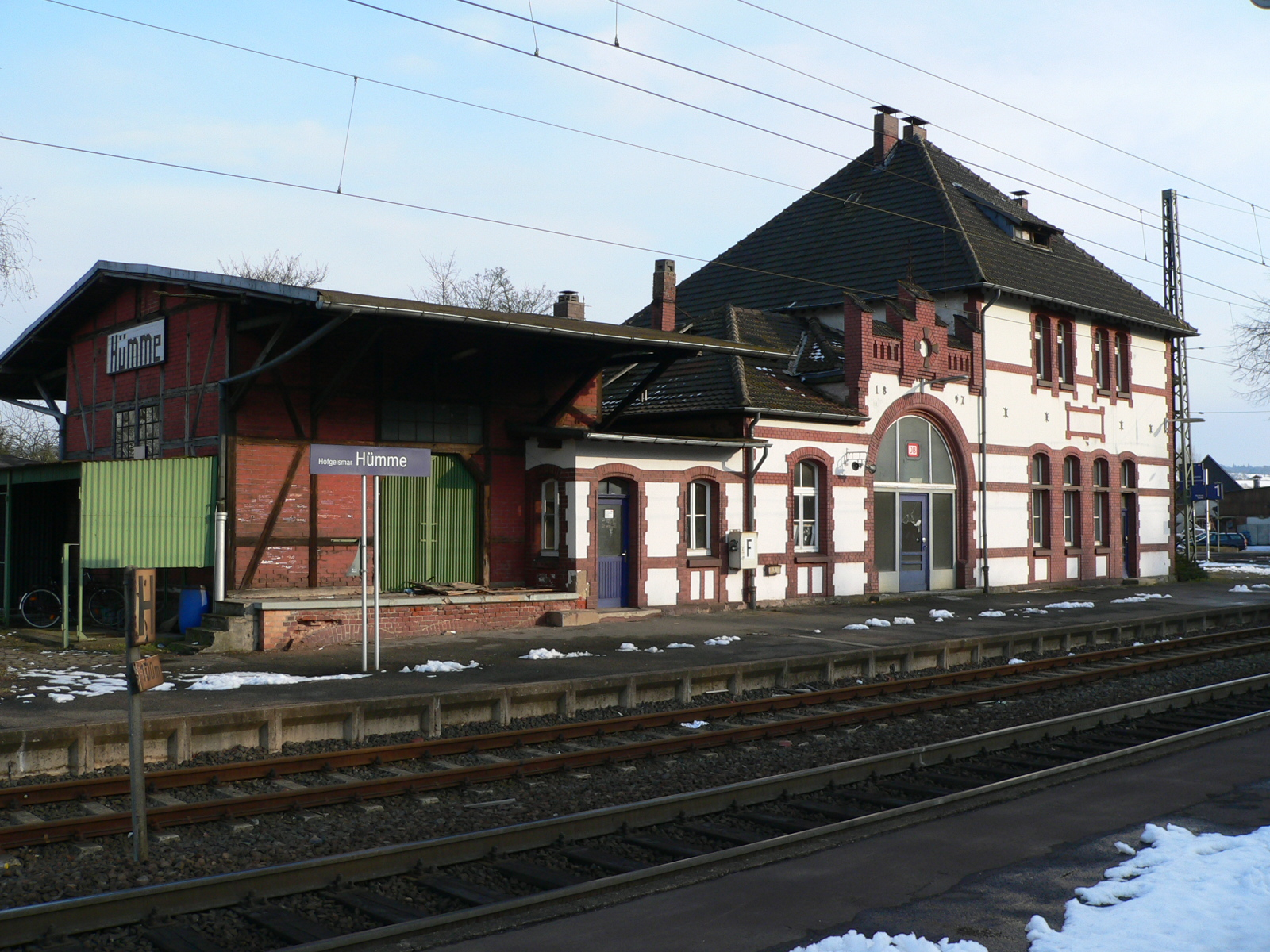
Bahnhof Hofgeismar-Hümme

Einige der Anlagen der Bahnstrecke sind Kulturdenkmäler aufgrund des Hessischen Denkmalschutzgesetzes. Dazu zählen:
- Empfangsgebäude Bahnhof Liebenau
- Eisenbahnbrücke Liebenau
- Streckenwärterhaus bei Hümme, Streckenkilometer 312,70
- Empfangsgebäude im Bahnhof Hümme
- Empfangs- und Werkstattgebäude im Bahnhof Hofgeismar
- Empfangsgebäude des Bahnhofs Grebenstein von 1875
- Eisenbahnbrücke in Grebenstein über die Esse von 1848[23]
- Empfangsgebäude Bahnhof Immenhausen
- Empfangsgebäude Bahnhof Espenau
- Empfangsgebäude Bahnhof Obervellmar

## Heutige Situation

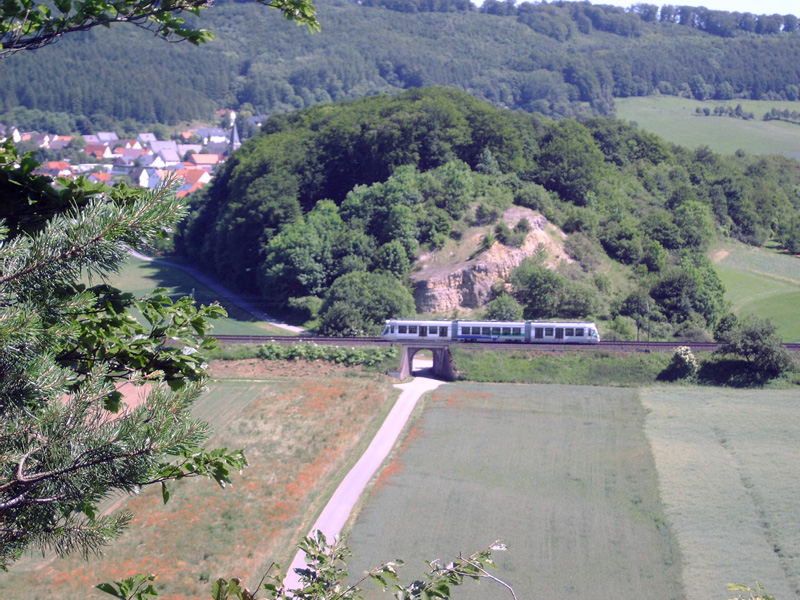
RegioTram bei Liebenau zwischen Hofgeismar-Hümme und Warburg

Die Strecke ist als Eisenbahnhauptstrecke klassifiziert, durchgehend zweigleisig ausgebaut und seit dem 11. Dezember 1970 mit Oberleitung elektrifiziert. Sie gehört der Streckenklasse D4 an; das bedeutet, die zulässige Radsatzlast beträgt 22,5 t und die Meterlast beträgt 8,0 t/m.
Die gesamte Strecke ist mit punktförmiger Zugbeeinflussung (PZB 90) und zwischen Warburg und Vellmar-Obervellmar mit einer Geschwindigkeitsüberwachung Neigetechnik (ZUB 262) ausgerüstet.

## Planungen

### Kurve Kassel
Die Strecken Warburg–Kassel und Hann Münden–Kassel sollen durch eine Verbindungskurve zwischen den Bahnhöfen Espenau-Mönchehof und Fuldatal-Ihringshausen verbunden werden. Hierdurch können Güterzüge ohne Richtungswechsel und durch Umfahrung von Kassel schneller in der Relation Ruhrgebiet–Halle verkehren.

### Tunnel Hofgeismar
Zur Aufstellung des Bundesverkehrswegeplan 2030 wurde eine Variante der Ausbaustrecke Dortmund–Kassel mit Tunnel Hofgeismar vorgeschlagen. Das auch als „Hümmer Kurve“ bekannte Projekt hat zum Ziel, einen Tunnel durch den Scheibenberg zu errichten, um den Bereich Hümme zu umfahren. Hier liegt die Strecke in einem engen Gleisbogen, der nur mit geringen Geschwindigkeiten durchfahren werden kann. Das Projekt ist in der Erstbewertung ausgeschieden, da kein Bedarf für Kapazitätserhöhungen gesehen wird und die Rechtfertigung unter wirtschaftlichen Gesichtspunkten nicht gesehen wird.

### Direktverbindung Sauerland und Reaktivierung von Halten
Von Seiten des Zweckverband Nahverkehr Westfalen-Lippe (NWL) bestehen Planungen die im Dezember 2023 entfallenden Direktverbindungen zwischen der oberen Ruhrtalbahn und Kassel wiederherzustellen. Zurzeit wird die Strecke Warburg – Kassel nur noch von Nahverkehrszügen bedient, die ab Warburg Richtung Paderborn weiterfahren. In Richtung Sauerland muss in Warburg generell umgestiegen werden, wobei Anschlüsse in einem unbefriedigenden Maß nicht erreicht werden. Um langfristig wieder Direktverbindungen nach Kassel zu ermöglichen und eine unwirtschaftliche Doppelbedienung hintereinander zwischen Warburg und Kassel zu vermeiden, hat der NWL unter dem Titel Sauerlandnetz 3.0 ein neues Angebotskonzept für die obere Ruhrtalbahn entwickelt. Dieses sieht eine ganz neue Fahrplanlage der Züge der Linie RE 17 mit anderen Kreuzungspunkten auf der oberen Ruhrtalbahn vor. Somit ist es möglich, zwei Züge pro Stunde zwischen Warburg und Kassel mit wirtschaftlicher Verteilung anzubieten, einen kürzeren Anschluss zum ICE nach München in Kassel-Wilhelmshöhe zu schaffen.
Im Herbst 2024 veröffentlichte der NVV eine Potenzialabschätzung zur Bedienung der drei neuen Haltepunkte Haueda, Lamerden und Liebenau durch die Linie RE 17. Dabei wurde die Nachfrageänderung auf der Linie RE 17 mit und ohne Bedienung der Halte betrachtet. Die drei Haltepunkte sollen jeweils mit zwei Außenbahnsteigen und Rampen an bestehenden Brücken oder Unterführungen entstehen. In Liebenau soll nicht der aufgelassene Bahnhof reaktiviert werden, sondern ein neuer Standort in zentraler Lage an der Bushaltestelle Ostheimer Straße genutzt werden. Für Haueda wurden 170 Fahrgastwechsel, für Liebenau 340 Fahrgastwechsel und für Lamerden 210 Fahrgastwechsel pro Tag prognostiziert. Beim Einsatz von Batterie-Oberleitungsfahrzeugen entstehen keine Fahrzeitverlängerungen durch die zusätzlichen Halte, da die Fahrten durch bestehende Trassenkonflikte in Kassel-Wilhelmshöhe nicht früher dort eintreffen können. Der Gutachter geht von einer ausreichenden Nutzen-Kosten-Bewertung aus, damit das Projekt aus öffentlichen Mitteln gefördert werden kann. Daher soll nun eine Machbarkeitsstudie angestoßen werden.

### Ausbau Regiotram
Das ursprüngliche Konzept der RegioTram Kassel sah neben dem bereits bestehenden Halbstundentakt bis Hofgeismar-Hümme einen Stundentakt bis Warburg vor. Zusätzlich zum Halt Liebenau sollten dabei die Halte Eberschütz, Lamerden, Ostheim und Haueda neu eingerichtet werden. Seit erscheinen des NVV Nahverkehrsplans 2013–2018 wird dieses Konzept nicht mehr weiterverfolgt und stattdessen Verbesserungen im schnellen Nahverkehr zwischen Kassel und Warburg angestrebt. Die Bestandsfahrten zwischen Hofgeismar-Hümme und Warburg wurden eingestellt. Statt nach Warburg lässt der NVV eine Verlängerung der Linie RT1 über die abgebaute Carlsbahn nach Trendelburg prüfen.

### Fernverkehrsoffensive
Im Jahr 2015 präsentierte die Deutsche Bahn eine Fernverkehrsoffensive, nach der auch der Fernverkehr auf der Mitte-Deutschland-Verbindung bis spätestens 2032 wieder zu einem Zweistundentakt ausgebaut werden soll. Als Voraussetzung wird die Elektrifizierung der Strecke Weimar – Gößnitz gesehen, mit der die Züge auch über Gera hinaus nach Chemnitz verkehren sollen. Im Jahr 2022 plante DB Fernverkehr bei DB Netz eine zweistündliche Trasse Köln – Kassel – Gera/Leipzig für die Kapazitätsplanung ein. Im Fahrplanvorschlag wurden die Fahrzeiten gegenüber der Bestandstrasse geändert, um einen Stundentakt für den RE 11 zu ermöglichen. Im Jahr 2024 wurde für den gleichen Planungsprozess keine vertakte Trasse für die Mitte-Deutschland-Verbindung eingereicht.

## Bedienung

### Fernverkehr
Im Schienenpersonenfernverkehr befahren einzelne Intercity-Zugpaare der Linie 50 die Strecke. Weiterhin fährt täglich ein Zugpaar der Intercity-Express-Linie 41 von und nach München.
| Linie  | Linienverlauf | Bedienung                                    |
| ------ | --- | -------------------------------------------- |
| IC 50  | (Berlin – Halle – Naumburg –/Jena-Göschwitz – Jena-Paradies –) Weimar – Erfurt – Eisenach – Kassel-Wilhelmshöhe – Warburg – Paderborn – Dortmund – Essen – Duisburg – Düsseldorf (– Köln) | 3× je Tag und Richtung, Fr+So 4× je Richtung |
| ICE 41 | München – Nürnberg – Würzburg – Fulda – Kassel-Wilhelmshöhe – Warburg – Paderborn – Dortmund – Essen – Duisburg – Düsseldorf – Köln                                                       | 1× je Tag und Richtung                       |

### Regionalverkehr
Im Schienenpersonennahverkehr wird die Strecke von einer Regional-Express-Linie sowie der RegioTram Kassel befahren.
| Linie                       | Linienverlauf                                                                     | EVU              | Fahrzeug            | Takt                                     |
| --------------------------- | --------------------------------------------------------------------------------- | ---------------- | ------------------- | ---------------------------------------- |
| RT1                         | Kassel Hbf – Vellmar-Obervellmar – Hofgeismar-Hümme                               | RegioTram Kassel | Alstom RegioCitadis | 030 min                                  |
| RT4                         | Kassel Hbf – Vellmar-Obervellmar – Zierenberg – Wolfhagen                         | RegioTram Kassel | Alstom RegioCitadis | 030 min                                  |
| RE 11 Rhein-Hellweg-Express | Kassel-Wilhelmshöhe – Warburg – Altenbeken – Hamm (Westf) – Dortmund – Düsseldorf | National Express | Siemens Desiro HC   | 60 min (mit Lücken zu den IC-Fahrzeiten) |

Bis 2023 fuhren die Züge des Rhein-Hellweg-Expresses (RE 11) nur zweistündlich und wechselten sich auf dem gemeinsamen Streckenabschnitt Kassel – Warburg mit dem Sauerland-Express (RE 17) nach Hagen ab. Seit dem Fahrplanwechsel im Dezember 2023 fährt der RE 17 nur noch zwischen Hagen und Warburg, und der RE 11 fährt weitgehend im Stundentakt.

### Güterverkehr
Die Strecke wird vielfach vom Güterverkehr für Verbindungen zwischen dem Ruhrgebiet und Ost- und Süddeutschland genutzt.
Um die Weiterfahrt Richtung Ostdeutschland für den Güterverkehr zu erleichtern, ist die Kurve Kassel in Planung, mit der eine direkte Verbindung über die Hannöversche Südbahn und die Bahnstrecke Halle–Hann. Münden in Richtung Osten entstehen würde. Bislang müssen Güterzüge für diese Relation in Kassel Rbf die Fahrtrichtung wechseln.